# 诺尔布 (札萨克图汗部台吉)
诺尔布（？—1767年），清朝蒙古王公，喀尔喀蒙古札萨克图汗部人，博尔济吉特氏，格哷森札札赉尔第四子德勒登昆都伦的七世孙，纳木扎勒多尔济的儿子。
诺尔布开始为二等台吉。乾隆二十一年（1756年）从父策登扎布附和托辉特部青衮咱卜叛清，他加以劝阻，策登扎布不听。诺尔布于是和台吉固穆札卜等前去乌里雅苏台军前告变，率属民从博罗哈布齐尔迁居到察罕托辉游牧。授札萨克一等台吉（札萨克图汗部左翼左旗）。乾隆二十二年（1757年）驻防布延图额德格特汛。乾隆二十七年（1762年），押解军驼赴伊犁，乾隆三十一年（1766年），至乌鲁木齐送马四千。